# 위시 (영화)
《위시》(영어: Wish)는 2023년 개봉된 미국의 뮤지컬 판타지 애니메이션 영화이다. 크리스 벅이 감독을 맡았으며, 월트 디즈니 픽처스가 제작하는 62번째 애니메이션 영화이다.

## 줄거리
영화 '위시'는 지중해 섬에 세워진 로사스 왕국을 배경으로 한다. 마법을 연구한 매그니피코 왕은 백성들의 가장 간절한 소원을 보관하고, 한 달에 한 번 소원을 들어주는 특별한 의식을 연다. 백성들은 소원을 맡기는 대신, 그 소원에 대한 기억을 잃게 된다.
17세 소녀 아샤는 할아버지 사비노의 100세 생일을 맞아, 그가 오랫동안 소원해 온 '사람들에게 영감을 주는 것'을 이루어주기 위해 매그니피코 왕의 제자가 되려 한다. 하지만 면접 과정에서 왕이 소원을 그저 통치 수단으로 이용하고 있으며, 소원을 맡긴 사람들에게 돌려줄 생각이 없다는 것을 깨닫는다. 아샤는 왕에게 실망하고, 자신의 가족들의 소원조차 거절당하자, 별에게 간절히 소원을 빈다. 그러자 살아있는 별이 빛 덩어리 형태로 나타나 '스타'라는 이름을 얻게 된다. 스타의 마법으로 숲 속 동물들은 말을 할 수 있게 되고, 아샤는 스타와 함께 빼앗긴 사람들의 소원을 되찾으려 한다.
매그니피코 왕은 스타의 존재를 위협으로 느끼고, 자신의 권력을 유지하기 위해 금지된 어둠의 마법에 손을 댄다. 아샤는 친구들과 함께 스타의 도움을 받아 빼앗긴 소원을 되찾고, 매그니피코 왕에 맞서 싸우기로 결심한다. 한편 왕은 어둠의 마법으로 점점 타락해, 스타의 힘과 백성들의 소원을 이용해 자신의 권력을 강화하려 한다. 아샤의 친구 중 한 명인 사이먼은 기사가 되고자 하는 소원 때문에 왕에게 아샤를 배신하지만, 결국 아샤에게 패배한다.
왕은 성 꼭대기에서 모든 소원을 흡수하며 더욱 강력한 힘을 얻고, 스타를 가둔다. 또한 하늘을 가려 백성들이 별에 소원조차 빌 수 없게 만든다. 절망하지 않은 아샤는 로사스의 미래를 바꾸고자 하는 소원을 백성들에게 독려하고, 그들의 간절한 소원의 힘은 왕의 마법을 압도한다. 매그니피코 왕은 자신의 마법에 의해 봉 안에 갇히게 되고, 백성들은 빼앗겼던 소원을 되찾아 스스로 이루어 나갈 수 있게 된다.
아마야 여왕은 로사스를 통치하며 백성들이 스스로 소원을 이루도록 돕는다. 사이먼은 자신의 잘못을 뉘우치고 용서를 받는다. 스타는 아샤에게 마법 지팡이를 선물하여 사람들에게 꿈을 계속 꾸도록 영감을 주고, 하늘로 돌아간다.

## 성우진
| 배역          | 영어 성우       | 한국어 성우 |
| ------------- | --------------- | ----------- |
| 아샤          | 아리아나 더보즈 | 유주혜      |
| 매그니피코 왕 | 크리스 파인     | 하도권      |
| 발렌티노      | 앨런 튜딕       | 신용우      |
| 아마야 왕비   | 안젤리크 카브랄 | 사문영      |
| 사비노        | 빅터 가버       | 방성준      |
| 사키나        | 나타샤 로스웰   | 전숙경      |
| 달리아        | 제니퍼 쿠미야마 | 정유정      |
| 가보          | 하비 기옌       | 이주승      |
| 할            | 니코 바르가스   | 장미        |
| 시몬          | 에번 피터스     | 황창영      |
| 사피          | 라미 유세프     | 이상호      |
| 다리오        | 존 루드니츠키   | 박성태      |
| 바지마        | 델라 사바       | 장예나      |
|               | 케온 영         |             |
|               | 에페            |             |
|               | 헤더 마타라조   |             |
|               | 나심 페드라드   |             |